# Австралийский ложный вампир
Австралийский ложный вампир (лат. Macroderma gigas) — вид рукокрылых из семейства копьеносых. Единственный представитель рода Macroderma.
Австралийский ложный вампир распространён в Австралии (Северная территория, Квинсленд, Западная Австралия). Вид живёт в основном в засушливой зоне, вблизи обнажений горных пород, устраивая убежища в пещерах, шахтах, расщелинах скал. Вид встречается также в областях тропических лесов, по всей тропической саванне, в саванном лесу и в мангровых зарослях.
Тело длиной 10—14 см, видимый хвост отсутствует, размах крыльев 60 см, масса от 130 до 170, максимум 216 г.
Волосы на спине обычно белые с бледными серовато-коричневыми кончиками создают пепельно-серый эффект. Голова, уши, нос, мембраны и низ тела беловатые. Некоторые образцы из Квинсленда имели глубокую серовато-коричневую окраску верха и свинцовую окраску нижней стороны.
Держится в одиночку или малыми группами. Как правило, питается в пределах 1—2 км от места отдыха. Большую часть рациона составляют крупные беспозвоночные, такие как жуки, но также потребляет мелких позвоночных, включая других рукокрылых, птиц, ящериц и змей. Свою добычу мышь убивает укусом в затылок.
Австралийский ложный вампир перемещается между несколькими пещерами сезонно или согласно погодным условиям. Таким образом, ему требуется ряд пещер. Образует материнские колонии, в основном в шахтах.
Размножение происходит австралийской зимой (июль-август). Беременность длится 3 месяца. Самка рожает единственного детёныша в сентябре-ноябре. Через 7 недель он начинает учиться летать и отправляется с матерью на охоту. В возрасте 6 месяцев детёныш покидает мать, половая зрелость наступает в 2 года. Максимальная продолжительность жизни в неволе составляет 16 лет.
Этот вид очень чувствителен к нарушениям своих мест отдыха. Большинство известных колоний находится в природоохранных районах.